# Grigoris Evangelatos
Grigoris Evangelatos, född 1938, död 7 augusti 2015, var en grekisk skådespelare.

## Roller
- (2004) - Tårarnas äng
- (1988) Topio stin omichli (Landscape in the mist)
- (1985) Mia toso makryni apousia
- (1981) Oi dromoi tis agapis einai nyhterinoi
- (1980) - O Megalexandros
- (1975) O Thiasos (The traveling players)
- (1973) O anthropos pou etrehe ploy
- (1972) Thanasi, pare t' oplo sou
- (1972) Me fovon kai pathos
- (1971) Agnostos polemos (TV-serie)
- (1971) Ti ekanes ston ploemo Thanasi
- (1971) Katahrisis Exousias
- (1970) O Astrapgiannos
- (1969) - O panikos (Paniken)
- (1968) - Agapi Kai Aima (Kärlek och Blod)